# أ. إل. سوانسون
أ. إل. سوانسون (بالإنجليزية: A. L. Swanson)‏ هو لاعب كرة قدم أمريكية أمريكي، ولد في 19 أبريل 1905 في لويزيانا في الولايات المتحدة، وتوفي في 4 نوفمبر 1987 في فارمرسفيل في الولايات المتحدة.